# Butleigh
Butleigh is een civil parish in het bestuurlijke gebied Mendip, in het Engelse graafschap Somerset met 823 inwoners.

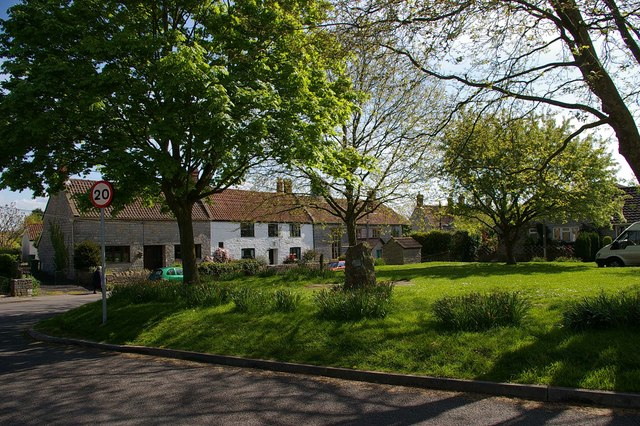
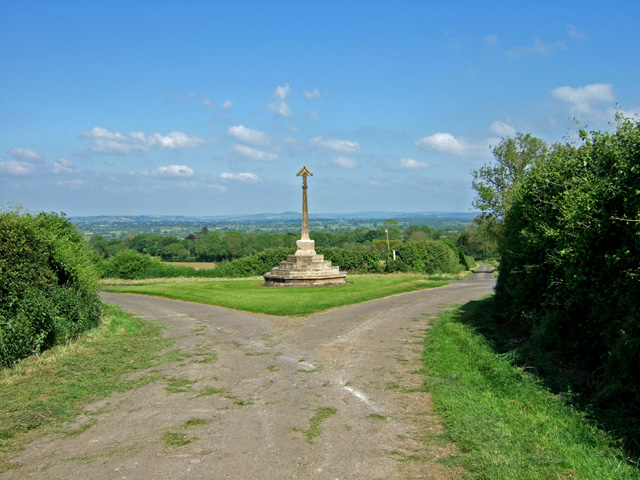